# Xã Equality, Quận Williams, Bắc Dakota
Xã Equality (tiếng Anh: Equality Township) là một xã thuộc quận Williams, tiểu bang Bắc Dakota, Hoa Kỳ. Năm 2010, dân số của xã này là 46 người.